# Balthasar Hirschauer

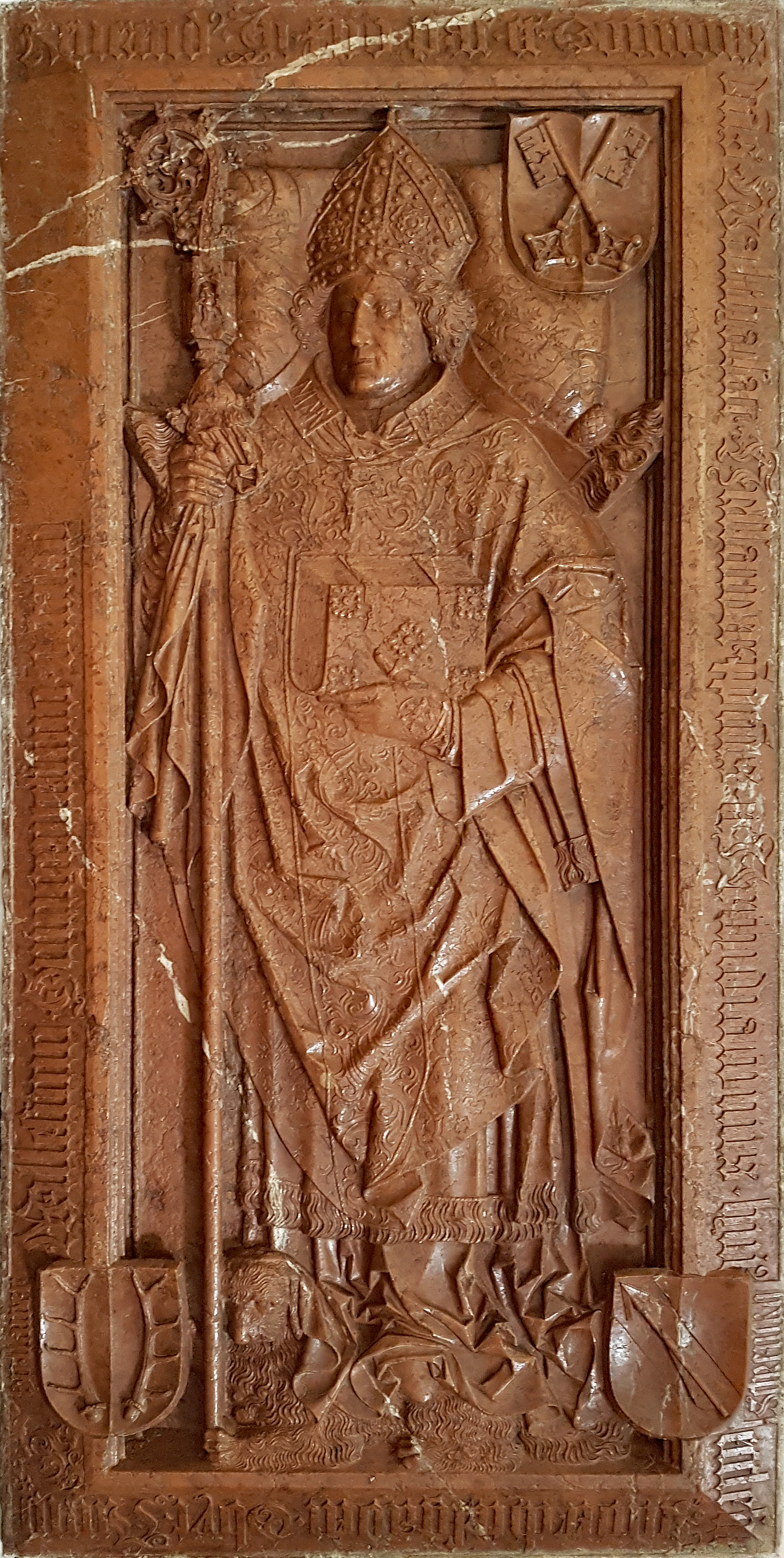
Propst Balthasar Hirschauer (Stiftskirche Berchtesgaden)

Balthasar Hirschauer († 1508) war ab 1491 „Hallinger“ und von 1495 bis 1508 Reichsprälat und Propst des Klosterstifts Berchtesgaden.

## Leben und Wirken
Immatrikuliert am 4. August 1473 in der kurz davor 1472 gegründeten Universität Ingolstadt, war Hirschauer vor seinem Amtsantritt als Propst ab 1491 „Hallinger“ und damit Inhaber des höchstbewerteten Verwaltungsposten mit dem Salzamt in Schellenberg.
1294 hatte sich bereits die weltliche Eigenständigkeit der um 1100 gegründeten Stiftspropstei durch die Erlangung der Blutgerichtsbarkeit für schwere Vergehen manifestiert. Ab 1380 zum Zepterlehen erhoben und auch im Reichstag mit Sitz und Stimme vertreten, war der Machteinfluss der Stiftspröpste noch weiter gestiegen und Hirschauers Status dem eines Reichsprälaten gleichgestellt. Dank Propst Bernhard Leoprechtinger zudem seit 1455 von der „Metropolitangewalt“ des Fürsterzbistums Salzburg befreit, war Balthasar Hirschauer auch in geistlichen Dingen (Spiritualien) nur noch dem Papst unterstellt.
Als Propst musste er noch die Verpfändung Schellenberg samt seiner Saline an Salzburg hinnehmen, um die immensen Schulden des Klosterstifts an das Fürsterzbistum zu tilgen. Da die Verpfändung nicht ausreichte, erhob er wie seine Vorgänger von den Berchtesgadener Bauern hohe Steuern. Diese begannen jedoch immer öfter Beschwerde dagegen zu führen und entsandten eine Abordnung nach Innsbruck zum kaiserlichen Hofgericht. Da die Bauernschaftsvertreter aber keine ausreichende Vollmacht vorzuweisen in der Lage waren, beauftragte der Kaiser Maximilian I. seinen Hauptmann von Kufstein Degen Fuchs von Fuchsberg, den Vorgang mit zwei kaiserlichen Räten vor Ort zu untersuchen. Das Ergebnis dieser Untersuchungen legte der kaiserliche Hauptmann 1506 in dem „Fuchsbrief“ vor, der nach dem Landbrief von Ulrich I. Wulp zum „Grundgesetz“ für das Landes- und Steuerrecht der Stiftspropstei werden sollte. Auch wenn darin die Beschwerden der Bauern in allen wesentlichen Punkten abgewiesen wurden und sich die Position Hirschauers durchsetzte, ist bemerkenswert, dass bei diesem Rechtsstreit die „Untertanenschaft“ geschlossen aufgetreten ist und der „Fuchsbrief“ den Charakter eines rechtsverbindlich schriftlichen Vertrags zwischen Herrschaft und „Landschaft“ besaß. Dennoch sollten die Schulden an Salzburg erst 1556 vollends entrichtet sein.
Immerhin bildete aber in jenen Jahren die Berchtesgadener War, deren Holzspielzeug nach dem Vorbild Ammergaus bald in „die fernsten Theile der handelnden Welt gefunden“ hatten, inzwischen eine lohnende Einnahmequelle. Die Berchtesgadener hatten Niederlagen in Antwerpen, Cádiz, Genua, Venedig und Nürnberg, und es besteht „kein Zweifel“, dass zwischen 1492 und 1498 „Kolumbus und Amerikus sowie Vasco da Gama solches Spielzeug nach West- und Ostindien brachten.“
Balthasar Hirschauers Grabmal ist in der Berchtesgadener Stiftskirche. Sein Hochrelief-Epitaph ähnelt dem Peter Pienzenauers, das zum Modell für die Grabsteine der Berchtesgadener Stiftspröpste des 15. Jahrhunderts wurde.

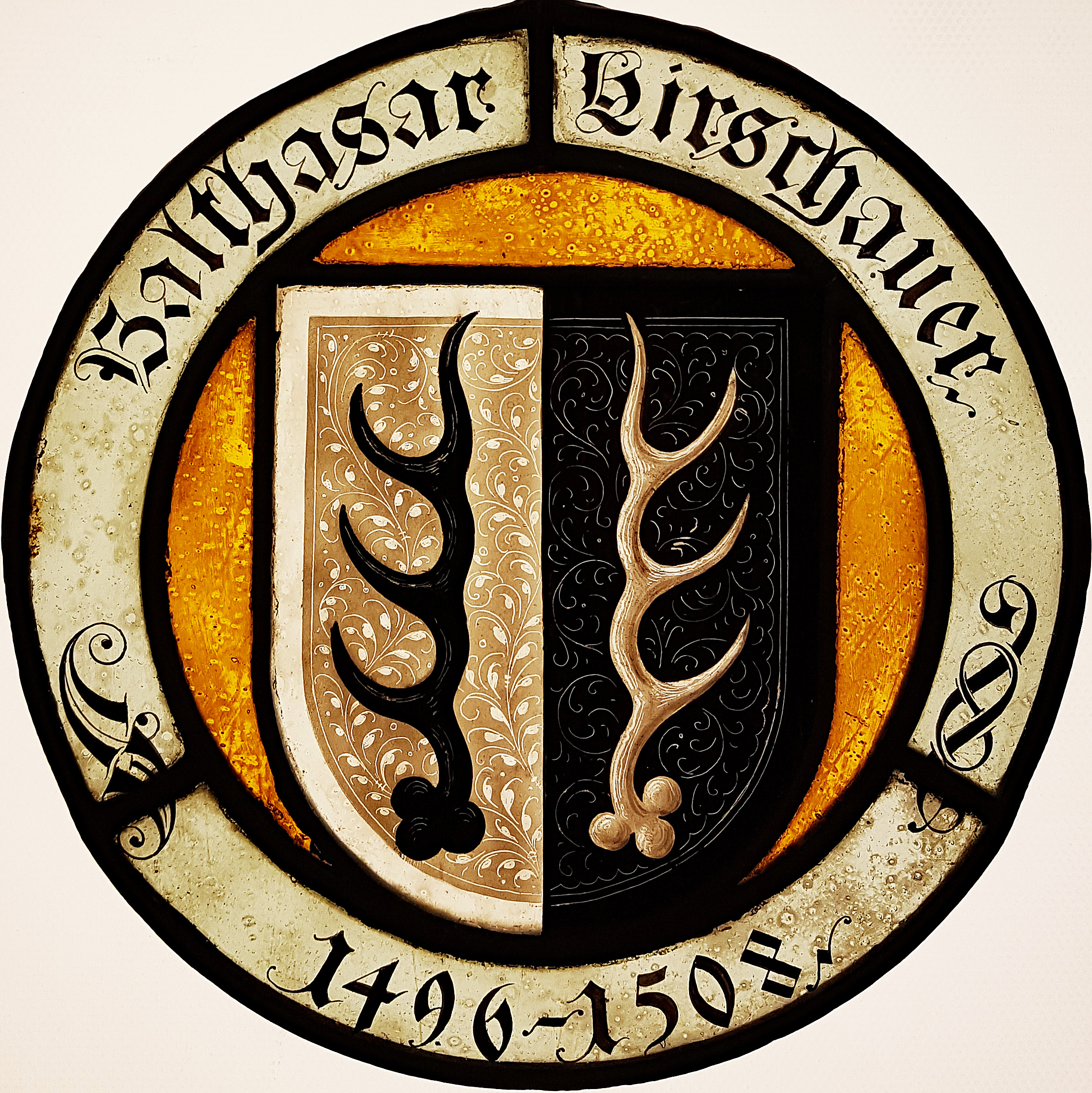
Wappenscheibe zu Hirschauer, vormals im Pfarrhaus der Berchtesgadener Stiftskirche
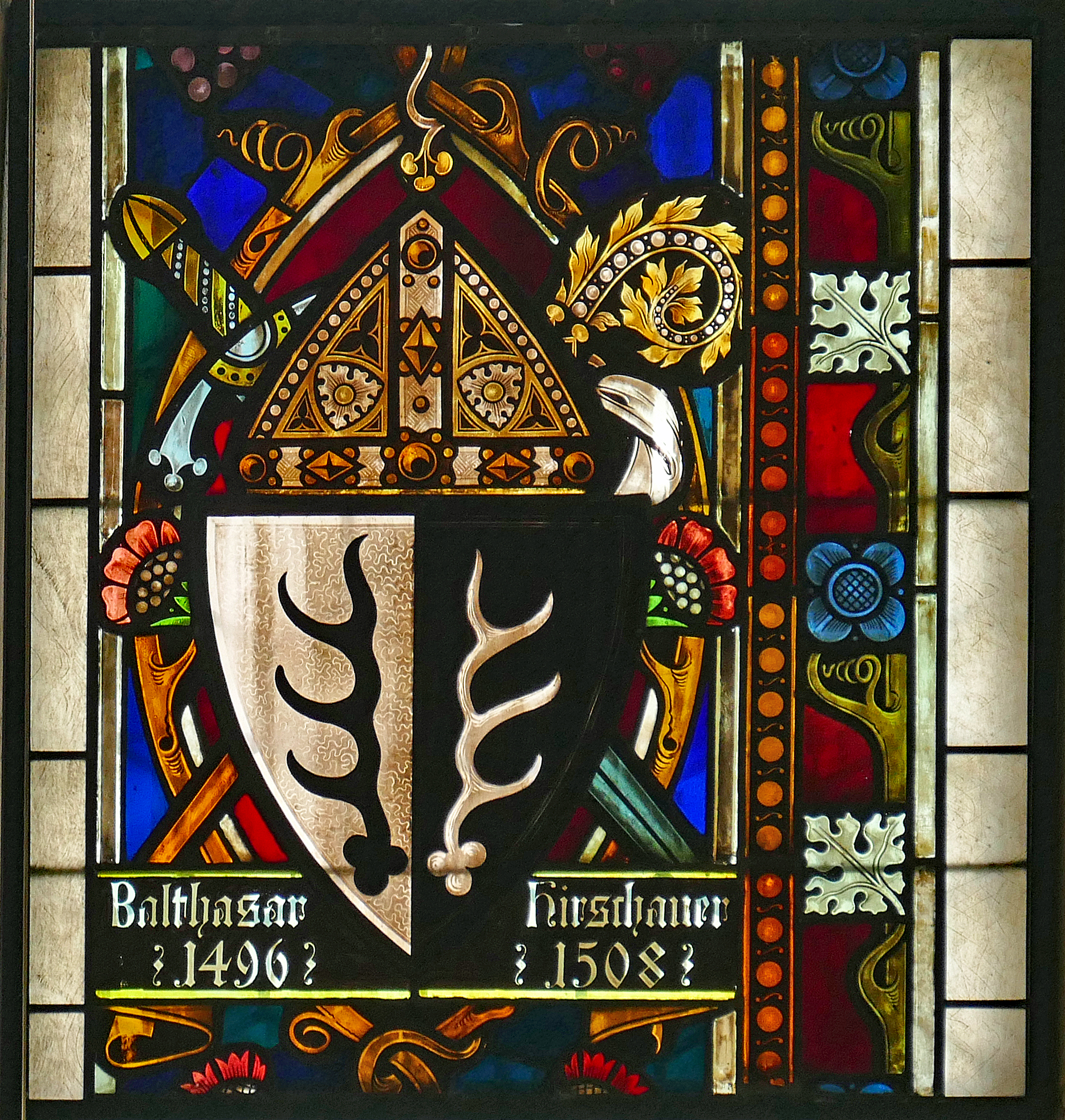
Wappenfenster zu Hirschauer in der Berchtesgadener Stiftskirche